# Gretchen Whitmer
Gretchen Esther Whitmer (sinh ngày 23 tháng 8 năm 1971) là một nữ luật sư và chính trị gia người Mỹ. Bà hiện là Thống đốc thứ 49 của tiểu bang Michigan kể từ năm 2019. Bà nguyên là Thượng nghị sĩ tiểu bang từ 2006 đến 2015, Lãnh đạo phe thiểu số Thượng viện Michigan; Hạ nghị sĩ Hạ viện tiểu bang Michigan từ năm 2001 đến 2006, Công tố viên quận Ingham, Michigan năm 2016.
Gretchen Whitmer là Tiến sĩ Luật, Đảng viên Đảng Dân chủ, chính trị gia tự do tiến bộ, tranh luận chỉ trích Tổng thống Donald Trump. Bà đã ủng hộ sâu rộng Joe Biden, là Đồng Chủ tịch toàn quốc Chiến dịch tranh cử Tổng thống năm 2020 của Joe Biden, giúp ông trở thành Tổng thống Hoa Kỳ. Trong nhiệm kỳ của mình, bà thực hiện các chính sách phe Dân chủ về mở rộng Medicaid, cho phép quyền phá thai và ra các lệnh cấm nghiêm ngặt trong Đại dịch COVID-19.

## Xuất thân và giáo dục
Gretchen Whitmer sinh ngày 23 tháng 8 năm 1971, tại thủ phủ Lansing, Michigan, Hoa Kỳ, tên khai sinh là Gretchen Esther Whitmer, là con cả trong gia đình có ba người con của Sharon H. "Sherry" Reisig và Richard Whitmer, đều là luật sư. Bố của bà là Giám đốc Thương mại Michigan dưới thời Thống đốc William Milliken và là Chủ tịch kiêm Giám đốc điều hành của hãng bảo hiểm y tế Blue Cross Blue Shield Michigan từ năm 1988 đến 2006. Mẹ của bà từng là Trợ lý Tổng Chưởng lý Michigan Frank Kelley. Bố mẹ của bà ly hôn năm 1981 khi bà mười tuổi; bà và các em cùng mẹ chuyển đến sống ở thành phố Grand Rapids, được bố đến thăm hàng tuần. Sau khi tốt nghiệp Trường Trung học Trung tâm Forest Hills ở ngoại ô Grand Rapids, bà theo học Đại học Bang Michigan (MSU) từ năm 1989, lấy bằng Cử nhân Nghệ thuật chuyên ngành Truyền thông năm 1993 và trở thành Tiến sĩ Luật (JD) tại Cao đẳng Luật Detroit của Đại học Bang Michigan năm 1998.

## Sự nghiệp thời kỳ đầu
Hạ nghị sĩ: Gretchen Whitmer ban đầu tranh cử vị trí Hạ nghị sĩ Hạ viện Michigan vào những năm 1990 nhưng không thành công. Năm 2000, ứng cử lại và được bầu làm đại diện cho khu vực bầu cử thứ 23. Bà tiếp tục được bầu lại vào năm 2002 và 2004.

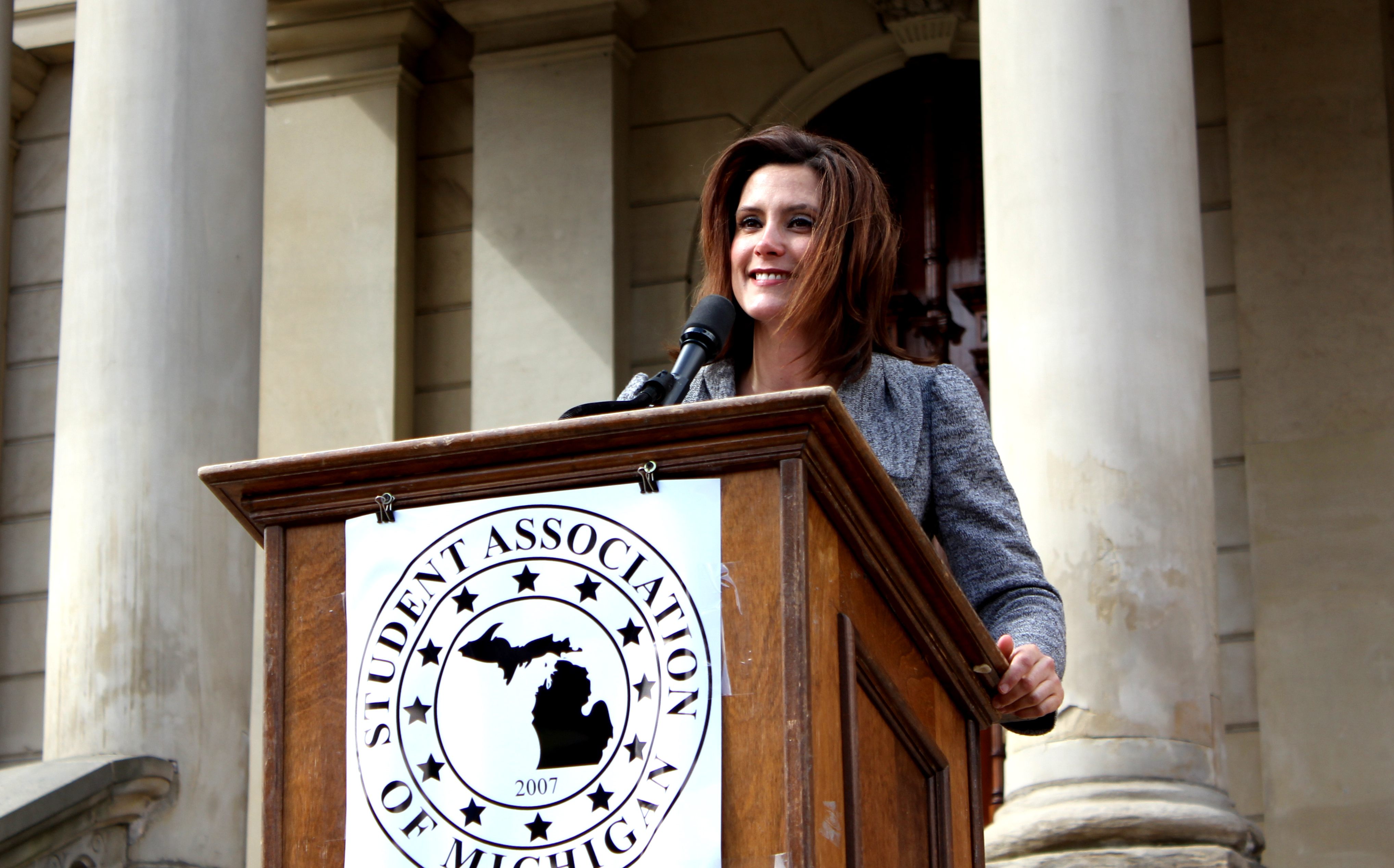
Thượng nghị sĩ tiểu bang Michigan Gretchen Whitmer 2011.

Thượng nghị sĩ: tháng 3 năm 2006, Gretchen Whitmer tham gia bầu cử Thượng viện Michigan, giành chiến thắng trong cuộc bầu cử bổ sung vào Thượng viện Michigan, thay thế Virg Bernero, người đã được bầu làm Thị trưởng Lansing vào tháng 11 năm 2005. Bà tiếp tục được bầu vào tháng 11 năm 2006, và tái đắc cử vào năm 2010. Năm 2011, các đồng minh Dân chủ của bà nhất trí chọn bà làm Lãnh đạo nhóm thiểu số Đảng Dân chủ tại Thượng viện, khiến bà trở thành người phụ nữ đầu tiên lãnh đạo một nhóm thượng nghị sĩ tại Thượng viện Michigan. Do giới hạn nhiệm kỳ, bà không thể tái tranh cử vào năm 2014 và rời vị trí vào năm 2015. Năm 2013, bà nhận được sự ủng hộ của đông đảo người nghe khi kể lại trải nghiệm bị tấn công tình dục, kể câu chuyện trong một cuộc tranh luận về quyền phá thai, đặc biệt là đối với nạn nhân bị hãm hiếp, cho rằng nạn nhân nên được phép bỏ thai do bị cưỡng hiếp.
Công tố viên: ngày 11 tháng 5 năm 2016, Gretchen Whitmer thay thế Stuart Dunnings III, nhậm chức Công tố viên quận Ingham trong nhiệm kỳ sáu tháng. Vào ngày 21 tháng 6 năm 2016, bà được Chánh án Tòa án quận Ingham Janelle Lawless tuyên thệ nhậm chức Công tố viên. Trong sáu tháng phục vụ ở vị trí này, bà đã tiến hành giám sát quan chức trong hệ thống quận về những vấn đề liên quan đến các tội ác bị cáo buộc của Stuart Dunnings III, và thay đổi cách xử lý các vụ bạo lực gia đình, tấn công tình dục của Văn phòng Công tố Ingham. Nhiệm kỳ của bà hết hạn vào ngày 31 tháng 12 năm 2016.

## Thống đốc Michigan

### Tranh cử
Vào ngày 03 tháng 1 năm 2017, Gretchen Whitmer thông báo tham gia tranh cử cuộc Tổng tuyển cử Thống đốc Michigan năm 2018. Đến ngày 07 tháng 8 năm 2018, bà trở thành ứng cử viên của Đảng Dân chủ cho cuộc tranh cử toàn bang, khi được tất cả 83 quận trong bang ủng hộ trong cuộc bầu cử sơ bộ của Đảng Dân chủ. Trước đó, phe Đảng Cộng hòa cáo buộc việc bà ủng hộ phong trào bãi bỏ ICE, một tuyên bố gây tranh chấp. Bà khẳng định rằng nếu được bầu, bà sẽ tập trung vào việc cải thiện các nguyên tắc cơ bản của Michigan, chẳng hạn như trường học, đường xá và hệ thống nước. Đối thủ chính của bà là Bill Schuette của Đảng Cộng hòa, Tổng Chưởng lý Michigan. Hai ứng cử viên đã gặp nhau để tranh luận vào ngày 12 tháng 10 năm 2018, tại Grand Rapids. Một cuộc tranh luận thứ hai được tổ chức tại trường quay WDIV ở Detroit vào ngày 24 tháng 10. Gretchen Whitmer đã đánh bại Bill Schuette trong cuộc bầu cử ngày 06 tháng 11 với tỷ lệ 53,3–43,8%.

### Nhiệm kỳ

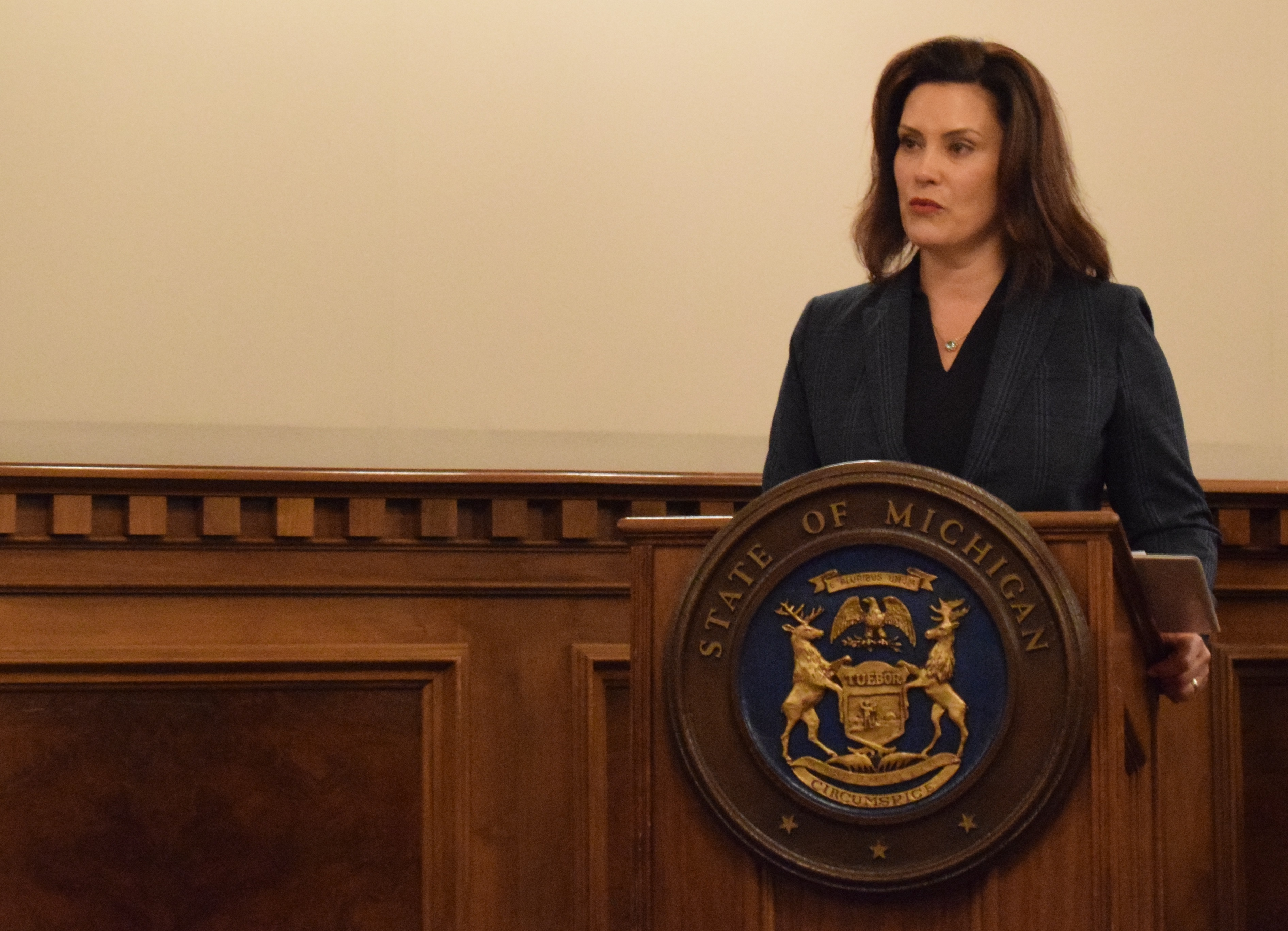
Gretchen Whitmer năm 2019.

Gretchen Whitmer khẳng định mình là một Đảng viên Đảng Dân chủ tiến bộ, có thể thống nhất với các nhà lập pháp tiểu bang từ những quan điểm chính trị khác nhau. Với tư cách Thống đốc, một trong những cam kết chính của bà là sửa chữa cơ sở hạ tầng đang gặp khó khăn của Michigan. Tuy nhiên, các nhà lập pháp Dân chủ trong Hội đồng Lập pháp do Đảng Cộng hòa kiểm soát ở Michigan phần lớn từ chối ủng hộ kế hoạch này, vì kế hoạch sẽ khiến thuế xăng của Michigan tăng gần gấp ba lần và có khả năng khiến nó trở thành mức cao nhất trong cả nước. Vào năm 2019, ngân sách đầu tiên của Gretchen Whitmer dành hàng tỷ USD để đầu tư vào cơ sở hạ tầng, bà đã tranh chấp với Hội đồng Lập pháp do Đảng Cộng hòa kiểm soát để thông qua ngân sách và đưa ra một số nhượng bộ. Các cuộc đối thoại trong thời gian bà cầm quyền chủ yếu tập trung vào lĩnh vực chăm sóc sức khỏe. Trong cuộc bầu cử, bà là ứng cử viên Đảng Dân chủ duy nhất không ủng hộ hệ thống chăm sóc sức khỏe toàn dân. Sau đó, bà đã tập trung vào chăm sóc sức khỏe phụ nữ và mở rộng Medicaid.

#### Đại dịch COVID-19
Trong tình trạng ảnh hưởng của Đại dịch COVID-19 ở Michigan, Gretchen Whitmer ban hành lệnh lưu trú tại nhà để đối phó với vào tháng 3 năm 2020. Lệnh này đã được công chúng tán thành rộng rãi; một cuộc thăm dò cùng thời kỳ cho thấy 69% cư dân Michigan ủng hộ hành động của bà, có cả Đảng viên Đảng Cộng hòa. Đến tháng 4, bà tiếp tục gia hạn lệnh và thắt chặt các hạn chế xã hội, một cuộc biểu tình kéo dài tám giờ chống lại các hạn chế do Liên minh Bảo thủ Michigan tổ chức ở thủ phủ Lansing đã thu hút từ 3.000 đến 4.000 người. Vào thời điểm diễn ra cuộc biểu tình, hơn 1.900 người ở Michigan đã chết sau khi nhiễm virus. Vào ngày 29 tháng 4, thẩm phán Michigan đã duy trì lệnh chống lại thách thức pháp lý, phán quyết rằng các cư dân có lợi ích để không bị tổn hại bởi một loại vi rút nguy hiểm lây nhiễm và chết người.
Cuộc thăm dò của Phòng khu vực Detroit vào giữa tháng 4 cho thấy 57% cư dân Michigan chấp thuận cách xử lý của Gretchen Whitmer đối với đại dịch coronavirus, bao gồm cả phần mở rộng. Tháng 10 năm 2020, Tòa án Tối cao Michigan đã ra phán quyết 4–3 rằng luật tiểu bang cho phép Thống đốc ban bố các trường hợp khẩn cấp mà không cần thông qua Hội đồng Lập pháp, tức 1945 Emergency Powers of the Governor Act (EPGA) là vi hiến, và nhất trí phán quyết không trao cho bà quyền khẩn cấp này. Cũng trong ngày, một bản kiến nghị có 539.384 chữ ký đã được đệ trình nhằm hủy bỏ đạo luật EPGA năm 1945 cho phép bà quyền khẩn cấp trong đại dịch.

#### Chiến dịch Joe Biden

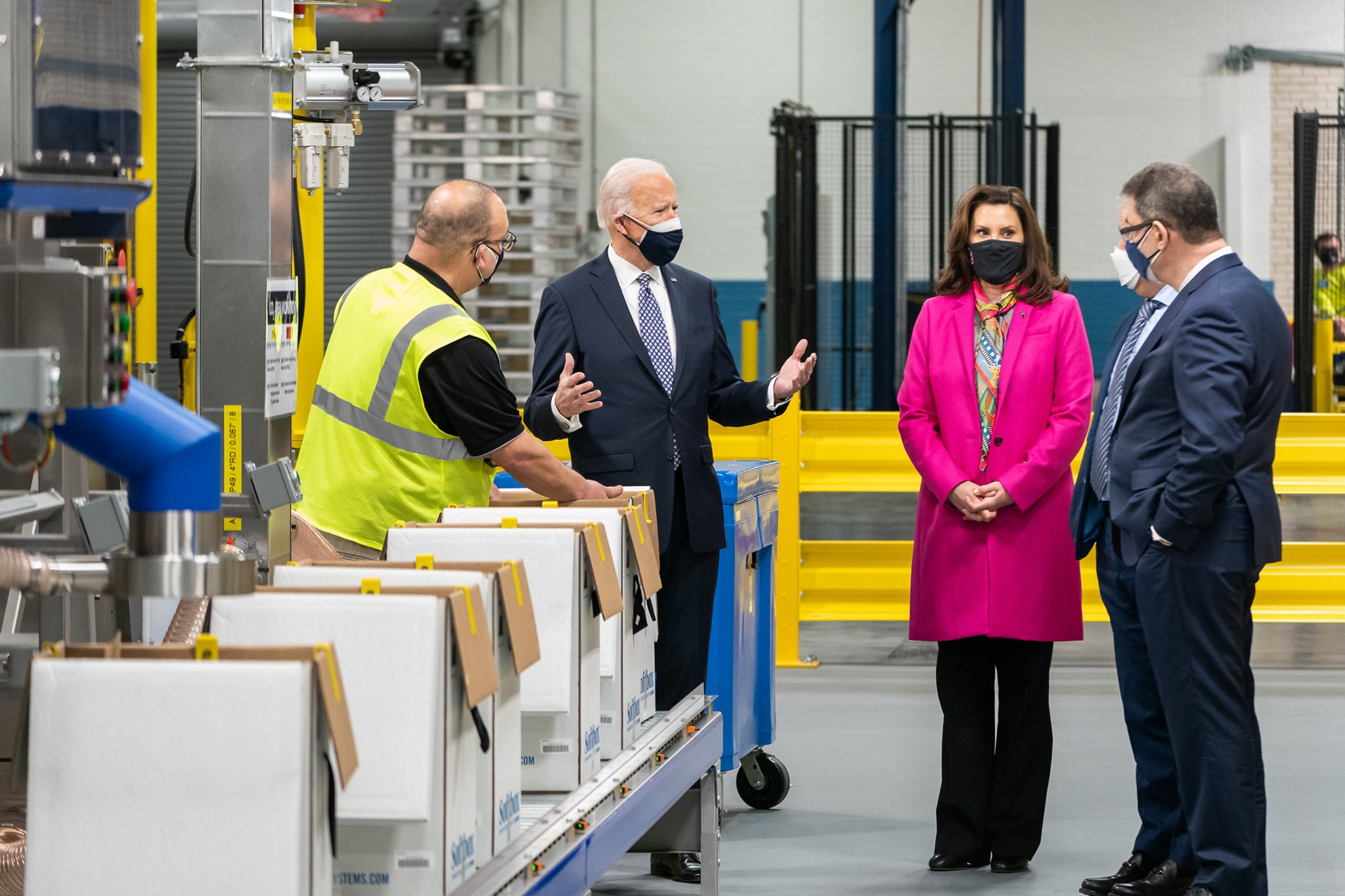
Gretchen Whitmer và Tổng thống Joe Biden tại Kalamazoo năm 2021.

Vào tháng 2 năm 2020, Gretchen Whitmer được chọn thay mặt Đảng Dân chủ phản hồi Bài phát biểu năm 2020 của Tổng thống Donald Trump. Michigan được coi là một tiểu bang dao động trong cuộc bầu cử Tổng thống năm 2020, Gretchen Whitmer được suy đoán là nhân vật giữ vững sự ủng hộ, tăng cơ hội chiến thắng của phe Dân chủ Michigan. Vào đầu tháng 3, vài ngày trước cuộc bầu cử sơ bộ ứng viên Tổng thống của Đảng Dân chủ tại Michigan, bà tuyên bố tán thành Joe Biden và tham gia chiến dịch tranh cử của ông với tư cách là Đồng Chủ tịch Chiến dịch tranh cử Tổng thống năm 2020 của Joe Biden. Trong giai đoạn Joe Biden cân nhắc lựa chọn ứng viên Phó Tổng thống, nhiều nguồn tin cho rằng bà được đề cử, nhưng bà đã đề nghị lựa chọn chính trị gia da màu, và Kamala Harris đã trở thành ứng viên Phó Tổng thống.
Vào năm 2020, trong bối cảnh bà đang xử lý đại dịch COVID-19, Tổng Thống Donald Trump có những nhận định không tốt về bà tại Twitter. Gretchen Whitmer có một bài phát biểu tại Đại hội Đảng Dân chủ Quốc gia năm 2020 ca ngợi Joe Biden trong việc giải cứu ngành công nghiệp ô tô Michigan và chỉ trích cách xử lý của Donald Trump đối với đại dịch COVID-19. Bà được coi là người có triển vọng được đề nghị một vị trí trong Nội các Joe Biden. Vào ngày 09 tháng 1 năm 2021, bà tiếp tục tuyên bố giữ vai trò Thống đốc. Tổng thống đắc cử Joe Biden đã đề cử bà làm phó chủ tịch Ủy ban Toàn quốc Đảng Dân chủ.

#### Âm mưu bắt cóc
Vào ngày 08 tháng 10 năm 2020, một bản cáo trạng liên bang được công bố về việc chống lại sáu người đàn ông có liên hệ với nhóm Wolverine Watchmen, một nhóm dân quân có trụ sở tại Michigan. Bản cáo trạng buộc tội những người này âm mưu bắt cóc Thống đốc Gretchen Whitmer và lật đổ chính quyền Michigan. FBI tham gia đối phó vụ việc, bảy người đàn ông khác bị buộc tội với các tội liên quan đến âm mưu này. Facebook hợp tác với cuộc điều tra, kể từ khi đơn kiện hình sự liên bang nêu chi tiết cách thức nhóm này sử dụng một nhóm Facebook riêng để thảo luận về âm mưu bị cáo buộc. Sau khi bản cáo trạng được công bố, Gretchen Whitmer trong một buổi phát trực tiếp đã lên tiếng cảm ơn các cơ quan thực thi pháp luật liên quan đến cuộc điều tra, gọi những kẻ âm mưu là những kẻ bệnh hoạn và đồi trụy, đồng thời đổ lỗi cho Donald Trump vì đã từ chối lên án rõ ràng các nhóm cực hữu về Đại dịch COVID-19 tại Hoa Kỳ.

## Lịch sử tranh cử
| 2018 Michigan gubernatorial election | 2018 Michigan gubernatorial election | 2018 Michigan gubernatorial election | 2018 Michigan gubernatorial election | 2018 Michigan gubernatorial election | 2018 Michigan gubernatorial election |
| Đảng                                 | Đảng                                 | Ứng cử viên                          | Số phiếu                             | %                                    | ±                                    |
| ------------------------------------ | ------------------------------------ | ------------------------------------ | ------------------------------------ | ------------------------------------ | ------------------------------------ |
|                                      | Dân chủ                              | Gretchen Whitmer                     | 2.266.193                            | 53,31%                               | +6,45%                               |
|                                      | Cộng hòa                             | Bill Schuette                        | 1.859.534                            | 43,75%                               | -7,17%                               |
|                                      | Tự do                                | Bill Gelineau                        | 56.606                               | 1,33%                                | +0,20%                               |
| Tổng số phiếu                        | Tổng số phiếu                        | Tổng số phiếu                        | 4,182,333                            | 98,39%                               |                                      |
|                                      | Dân chủ Giữ ghế                      |                                      |                                      |                                      |                                      |

## Đời tư
Gretchen Whitmer có hai con với người chồng đầu tiên, Gary Shrewsbury. Cặp đôi ly hôn và vào năm 2011, bà kết hôn với nha sĩ Marc P. Mallory, người có ba người con từ cuộc hôn nhân trước. Hai vợ chồng sống ở East Lansing, Michigan cùng năm người con của cả hai.